# كيته كروزه
كيته كروزه (بالألمانية: Käthe Kruse )‏ (و. 1883 – 1968 م) هي حرفية، ورسامة من الإمبراطورية الألمانية، وجمهورية فايمار، وألمانيا النازية، وألمانيا الغربية، ولدت في فروتسواف، توفيت عن عمر يناهز 85 عاماً.

## جوائز
حصلت على جوائز منها:
- نيشان استحقاق صليب الضباط لجمهورية ألمانيا الاتحادية.

## روابط خارجية
- كيته كروزه على موقع مونزينجر (الألمانية)